# Jean Harju-Jeanty
Jean William Raoul Harju-Jeanty, född 7 oktober 1901 i Norrmark, död 19 september 1979 i Lahtis, var en finländsk officer. 
Harju-Jeanty utexaminerades från Kadettskolan 1923, tog flyglärarexamen 1927 och var lärare vid Flygkrigsskolan i Kauhava 1929–1939. I vinterkriget och början av fortsättningskriget var han chef för 26. jaktflygdivisionen. Han blev befälhavare för Flygregementet 3, stationerat i Petrozavodsk, 1943, överste 1944 och befälhavare för Flygregementet 4, föregångare till nuvarande Lapplands flygflottilj, 1945. Han avgick ur aktiv tjänst 1946 och fick anställning hos A. Ahlström Oy i Varkaus och var avdelningschef vid Eknos disponentbyrå i Helsingfors 1967–1971.